# Vital Voices Global Partnership
Vital Voices – międzynarodowa organizacja pozarządowa o globalnym zasięgu znana również pod pełną nazwą Vital Voices Global Partnership. Została założona w 2000 roku w Waszyngtonie w Stanach Zjednoczonych, by współpracować z liderkami politycznymi w zakresie ekonomicznego i politycznego równouprawnienia kobiet oraz przestrzegania praw człowieka. Fundatorkami Vital Voices są: Madeleine Albright, Hillary Rodham Clinton, Melanne Verveer, Theresa Loar, Donna McLarty, Alyse Nelson, Mary Daley Yerrick. Motto organizacji to: Inwestuj w kobiety. Uczyń świat lepszym miejscem.

## Misja
Misją Vital Voices jest "identyfikowanie, inwestowanie i zapewnianie widoczności niezwykłym kobietom na całym świecie, poprzez uwalnianie ich potencjału przywódczego, zdolnego do poprawy warunków życiowych oraz zapewnienia pokoju i dobrobytu w ich społecznościach". Vital Voices regularnie organizuje międzynarodowe konferencje, seminaria i warsztaty dla kobiet.

## Nagrody Globalnego Przywództwa
Od 2002 roku Vital Voices corocznie przyznaje Nagrody Globalnego Przywództwa (Global Leadership Awards), by wyróżnić liderki zajmujące się prawami człowieka oraz równouprawnieniem ekonomicznym i politycznym. Nagrody wręczane są wczesną wiosną w John F. Kennedy Center for the Performing Arts.

## Vital Voices w Polsce
Działalność Vital Voices w Polsce prowadzona jest za pośrednictwem Vital Voices Chapter Poland. Założycielkami polskiego oddziału Vital Voices są Daria Gołębiowska-Tataj i Agnieszka Bilińska. Inkubatorem działalności polskiego oddziału organizacji jest Fundacja Głosy Kobiet.